# بایسنقر پسر شاهرخ
غیاث الدین بایسنقر (تولد ۸۰۲ ه‍.ق/۱۳۹۹م، درگذشت ۸۳۷ ه‍.ق/۱۴۳۳م) از شاهزادگان تیموری، پسر شاهرخ و نوه امیر تیمور گورکانی بود. او شاهزاده و امیری هنرمند و هنرپرور بود و از سیاست‌مداران، حامیان بزرگ هنر، معماری و فرهنگ و از خوشنویسان طراز اول عهد خود به‌شمار می‌رود.
نام کامل او «میرزا غیاث الدین بن شاهرخ بن امیر تیمور» است و به نام‌های بایسنقر میرزا و سلطان بایسنقر بهادر خان نیز شهرت دارد. از آنجایی که چندین نفر از شاهزادگان و امیران تیموری در ایران و گورکانیان هند دارای نام «بایسنقر» یا «بایسنقر میرزا» بوده‌اند، نباید با آنان اشتباه گرفته شود.
در متون تاریخی و ادبی واژه بایسنقر به دو گونه بایسنقر و بایسنغر آمده‌است. بایسنقر کلمه‌ای ترکی (مرکب از بای + سنقر) و سنقور، مرغی شکاری است از جنس چرغ که شنقار نیز گویند. بایسنقر به‌طور عام، نام عده‌ای از شاهزادگان تیموری و غیر تیموری بوده و ظاهراً صحیح آن «بای سنقور» است که «بایسنقر» نوشته می‌شود. جایگاه او در زندگی و پس از مرگ چنان بود که ـ با آنکه به مرتبه ولیعهدی نرسیده بود ـ تاریخ نویسان از وی با عنوان‌ها و لقب‌هایی چون پادشاه، سلطان و ولیعهد یاد کرده‌اند و او را به سبب داشتن منش‌های پسندیده به شیوه‌هایی گزافه‌آمیز ستوده‌اند.
بایسنقر میرزا به زبان فارسی، عربی و ترکی مشرقی، که زبان مادریش بود، کاملاً تسلط داشت. او معرف برجسته فرهنگ اسلامی از نسلی ترک و ایرانی بود که به اهمیت و ارزش او تنها در دهه‌های اخیر و در تحقیقات جدید توجه شده‌است. در متون قدیم و جدید بایسنقر در سایهٔ شخصیت برادرش الغ بیگ قرار گرفته‌است. هر چند اهمیت بایسنقر در تاریخ هنر قطعی است، لیکن خدماتش در زمینه ادبیات فارسی و تاریخ‌نگاری چندان معرفی نشده‌است. او قطعاً یکی از نمایندگان و شاید مهم‌ترین نماینده‌آمیزش فرهنگ ترکی و فارسی در آسیای مرکزی و آسیای غربی (یعنی ایران و ترکیه) در عهد تیموریان به‌شمار می‌رود.
از بایسنقر به عنوان اولین کسی که به دو وجه ملی و دینی، هم‌زمان توجه کرده نام برده می‌شود. در بررسی برنامه‌ریزی مکتب هرات که بیش از همه به همت او و پدرش شاهرخ شکل گرفت، دیده می‌شود که این مکتب همان‌طور که برای هویت بخشی به هنر اسلامی قدم پیش گذاشت، برای شکل‌گیری شاهنامه بایسنقری نیز اقدام کرد. برای شروع این پروژه عظیم کاغذ سازان سمرقندی دعوت شدند تا کاغذ سمرقندی را تولید کنند.

## زندگی
بایسنقر هنگامی که پدربزرگش، امیر تیمور، در سال ۸۰۷ ه‍.ق / ۱۴۰۵ م درگذشت، کودکی بیش نبود. در توصیف بایسنقر گفته‌اند که او پادشاهی خوش‌طبع، خوش‌سخن، هنرپرور و عیاش بود و آنقدر که ممکن بود عالم را به خوشی گذرانید. به قول دولتشاه «جمالی داشت با کمال… و از سلاطین روزگار بعد از خسرو پرویز چون بایسنقر سلطان کسی به عشرت و تجمل معاش نکرد، شعر ترکی و فارسی را نیکو گفتی و فهمیدی، به شش قلم خط نوشتی.»
از او سه پسر به یادگار ماند: میرزا ابوالقاسم بابُر که در سال ۸۵۳ه‍.ق به حکومت رسید؛ میرزا رکن الدین علاءالدوله؛ و میرزا سلطان محمد.
مرگ زودرس بایسنقر به دلیل افراطش در شرابخواری روی داد. دولتشاه می‌گوید: «شبی از فرط شراب به فرمان رب‌الارباب به خواب گران فنا گرفتار شد و سکنه هرات سبب آن وفات سکته پنداشتند و وقوع این واقعه… در دارالسلطنه هرات در باغ سپید بود در شهور سنه سبع و ثلاثین و ثمان مئه (۸۳۷ ه‍.ق) و عمر او سی و پنج سال بوده.»
مدفن او در گورستانی است متعلق به مدرسه گوهرشاد در هرات. این مدرسه در ۱۳۰۲ ق / ۱۸۸۵ م ویران شد. لیکن آثار مقبره‌ها را همچنان می‌توان مشاهده کرد. روشن نیست که خسارت‌های بعدی این گورستان ناشی از گذشت زمان است یا به دلیل جنگ اوایل دهه ۱۳۶۰ ش / ۱۹۸۱ م که بر اثر آن، بخش قدیم هرات به‌شدت آسیب دید.

## جایگاه سیاسی
بایسنقر هرگز به حکومت نرسید؛ پدرش شاهرخ، برخلاف تیمور، جانشینی برای خود انتخاب نکرد. دو فرزند شاهرخ، بایسنقر و جوکی میرزا در زمان حیات او درگذشته بودند و فرزند دیگرش، الغ بیگ، بیشتر اوقات در سمرقند بود و به‌عنوان مهمان به دربار پدر دعوت می‌شد و در امور سلطنت دخالتی نداشت.
با این وجود بایسنقر در ادارهٔ امور حکومت تیموری سهمی عمده داشت. او هفده ساله بود که والی طوس، نیشابور و استرآباد شد و بنا به گفته فصیحی خوافی در ۸۱۹ ه‍.ق/ ۱۴۱۶ م امیر دیوان شد؛ و این احتمالاً به‌معنای سرپرست «دیوان عالی امیری» یا شورای عالی شاهرخ در هرات بوده‌است. ظاهراً پس از آن نیز برای مدتی والی تبریز بود، اما مجدداً به مقام پیشین خود بازگشت. تا جایی که وظایف مملکتی اجازه می‌داد، ترجیح می‌داد که به جای اقامت در ولایات، نزد پدر در هرات بماند، زیرا در مسئولیت‌های خطیر، پدر به او اعتماد می‌کرد؛ از جمله در ۸۱۷ ه‍.ق که شاهرخ در پایتخت نبود، نیابت سلطنت را بر عهده گرفت. هر چند رسماً به جانشینی منصوب نشده بود، اما در عمل ولیعهد شمرده می‌شد.
بایسنقر با خطرناکترین دشمنان تیموریان به نبرد برخاست. در ۸۲۴ ه‍.ق و ۸۳۲ ه‍.ق در لشکرکشی شاهرخ برای جنگ با ترکمانها در شمال غربی او را همراهی کرد و در ۸۳۰ ه‍.ق برای نبرد با بُراق اُزبک، که شکستی سخت بر الغ بیگ وارد کرده بود، به شمال شرقی شتافت. به محض آنکه براق عقب رانده شد، بایسنقر به هرات بازگشت، ظاهراً به‌آن سبب که الغ‌بیگ از پدر خواسته بود او را بازگرداند، زیرا بنا به دلایلی بیم داشت که بایسنقر جایش را بگیرد. بایسنقر هرگز مانند برادرش الغ‌بیگ به منصب رفیعِ ولایتعهدی در سمرقند دست نیافت، بلکه تنها به عنوان بازوی راست پدرش در هرات خدمت می‌کرد. از این رو در طول تاریخ تاحدی ناشناخته ماند.

## جایگاه هنری
اهمیت و شهرت بایسنقر میرزا پیش از حکومت‌داری و سیاست‌مداری به دلیل عشق سرشار و علاقه بسیار وی به علم و ادب و کلیه فنون و هنرهای زیبا اعم از شعر، موسیقی، نقاشی و معماری بود. بایسنقر میرزا هنرمندی تمام عیار بود و افزون بر حمایت بی‌شائبه از هنرمندان خود نیز در انواع هنرهای روزگار چون خوشنویسی، نقاشی و موسیقی سررشته داشت.

### خوشنویسی
بایسنقر میرزا از استادان برجسته و طراز اول خط محقق و ثلث در تاریخ خوشنویسی به‌شمار می‌رود. او در خطوط ششگانه خوشنویسی شاگرد شمس الدین محمّد بن حسام هروی معروف به شمس بایسنقری بود.
خطوط زیبای کتیبه‌ای در مسجد گوهرشاد که به دستور مادرش گوهر شاد آغا در مشهد بنا شده، به خط ثلث بایسنقر به رشته تحریر درآمده و سپس بر کاشی انتقال یافته‌است. حاصل کار به به رنگ سفید بر زمینه سرمه‌ای مات نوشته شده، که آیاتی از قرآن است و با خط کوفی تزیین یافته‌است. این آثار را هنوز هم بر کاشی‌های درخشان ایوان جنوبی مسجد گوهرشاد (کتیبه‌های ایوان مقصوره) می‌توان مشاهده کرد. در این کتیبه که از قدرت و قوت قلم آن تمجید شده، رقم «بایسنقر بن شاهرخ بن تیمور گورکانی فی ۸۲۱» دیده می‌شود که به این ترتیب باید بایسنقر آن را در بیست سالگی نوشته باشد. بعضی از کاشی‌ها، پس از زلزله ۱۰۸۷ ه‍.ق/ ۱۶۷۶ م به دستور شاه سلیمان صفوی با کاشی‌های جدید تعویض شده‌است. گفته می‌شود بعضی از کتبیه‌های عمارات سبزوار را نیز او نوشته‌است. هرچند اثری از آن امروزه در دست نیست. ولیدی طوغان به کاشی‌های واحدی نیز اشاره می‌کند که به خطّ رِقاع و به خط او نوشته شده و آن‌ها را در یک مجموعه‌ای خصوصی در ترکستان دیده بوده‌است.
از مهم‌ترین آثار او کتابت بزرگ‌ترین قرآن موجود است که آن را به خط بایسنقر میرزا می‌دانند که به خط محقق نگاشته شده و هم‌اکنون بعضی صفحات آن در موزه قرآن کتابخانه آستان قدس رضوی، کتابخانه کاخ موزه گلستان (کتابخانه سلطنتی سابق)، کتابخانه ملی، موزه ایران باستان، کتابخانه ملک و چند مجموعه شخصی پراکنده‌است. شماری از اوراق این قرآن در امامزاده‌ای در قوچان بوده‌است؛ چنانچه در حدیقة الحقایق آمده‌است که بر اثر زلزله جز همان امامزاده سلطان ابراهیم بن علی بن موسی الرضا در قوچان چیزی باقی نمانده و بعضی اوراق قرآن به خط میرزا بایسنقر بن امیر تیمور گورکانی در آنجاست. می‌گویند نادرشاه افشار این اثر شگرف را از سمرقند به آنجا آورده بوده‌است. از قرآن بایسنقر با خط محقق و در قطع بزرگ، هشت صفحه در آستان قدس رضوی نگهداری می‌شود. هر صفحه از این قرآن نفیس هفت سطر دارد که بین سطور و پیرامون آیات آرایش شده‌است. قطع این قرآن که یکی از بزرگ‌ترین قرآن‌های موجود است، ۱۷۷ در ۱۱۰ سانتی‌متر می‌باشد.
از این خطاط و هنرمند، قرآنی به خط ثلث جلی مربوط به قرن نهم است که در کتابخانه سلطنتی سابق(موزه کاخ گلستان) موجود بوده‌است. این قرآن در حد کمال و زیبایی با خط ثلث کتابت شده‌است و هر یک از صفحات آن به زر شامل هفت سطر ثلث درشت است که از حیث ترکیب و شکل حروف بسیار جالب است. صفحات این قرآن جدول کشی شده و در بالای هر آیه یک علامت دیده می‌شود.
تصویری از قرآن به خط نسخ خوش کتاب خفی با رقم بایسنقر موجود است که البته برخی رقم آن را ساختگی می‌دانند. تحریر این قرآن حدود سده نهم با رقم ساختگی بایسنقر مورخ ۸۲۳ ه‍.ق است. دو صفحه اول، فهرست اسماءالسور به خط رقاع در خانه‌های شطرنجی و زمینه طلاپوشی از قرن سیزدهم است. دو صفحه افتتاح، تمام تذهیب با پیشانی و ذیل به خط رقاع، اسامی سوره‌ها به خط رقاع و قلم زر تحریردار و فواصل آیات ستاره نشان است. نگارنده کتاب راهنمای گنجینه قرآن دلایلی ارائه می‌دهد که صفحه اسم بایسنقر ساختگی است. برخی دیگر نیز بر همین نظرند؛ زیرا تاریخ اتمام آن ـ یعنی ۸۳۷ ه‍.ق ـ مقارن با مرگ بایسنقر است. .

### شعر
هنر دیگر بایسنقر شعر و شاعری بود. او دنباله رو سنت شعر درباری بود، که در آن ایام دیگر به مدیحه‌سرایی محدود نبود و دامنه بسیار گسترده‌تری داشت هر چند از زبان او نقل می‌کنند که گفته‌است امیر نباید به سرودن شعر بپردازد. با این وجود ابیات پراکنده‌ای از او در تذکره دولتشاه سمرقندی نقل شده‌است؛ و با برادرانش: الغ‌بیگ در سمرقند و ابراهیم در شیراز، دربارهٔ شعر فارسی مکاتبه می‌کرده‌است. او اشعار امیر خسرو دهلوی را بر اشعار نظامی گنجوی، که الغ بیگ می‌پسندید، ترجیح می‌داد. این غزل از سروده‌های اوست:
| ندیدم آن دو رخ اکنون دو ماه است |  | ولی مهرش بسی در جان ما هست      |
| به راهش سر نَهَم روزی که میرم     |  | توان گفتن که عاشق سر به راه است |
| به زلفش مشک خود را نسبتی کرد    |  | دروغی گفت از آن رویش سیاه است   |
| گدای کوی او شد بایسنقر          |  | گدای کوی خوبان پادشاه است       |

### نقاشی و موسیقی
بایسنقر در نقاشی و موسیقی نیز قریحه‌ای ذاتی داشت، اما توانایی‌هایش را بیشتر در خوشنویسی به کار برد.

## حمایت از مورخان
بایسنقر مشوق تاریخ‌نگاری به زبان فارسی نیز بود. گر چه هیچ‌یک از تاریخ‌نگاران عهد تیمور و تیموریان به مقام والای رشید الدین فضل‌الله و عطا ملک جوینی در دوره مغول دست نیافتند، اما برخی از آن‌ها آثار برجسته‌ای از خود به جای گذاشتند که مهم‌ترین آن‌ها حافظ ابرو «متوفی ۸۳۳ ه‍.ق/ ۱۴۳۰ م» است. حافظ ابرو، سخت مورد تشویق و توجه بایسنقر بود و تاریخ کبیر خود را به نام بایسنقر نوشت که به زبدةالتواریخ معروف است و فصیحی خوافی آن را مجمع‌التواریخ سلطانی می‌خواند. ظاهراً این کتاب در سال ۸۲۹ ه‍.ق یا ۸۳۰ ه‍.ق خاتمه یافته‌است و احتمالاً به توصیه شاهرخ پدر بایسنقر، چهارمین قسمت مجمع التواریخ را به صورت کتابی مستقل تحریر و به بایسنقر اهدا شده‌است. به نظر بازیل گری، بایسنقر در تهیه و مصور کردن متون تاریخی بیشتر از نسخه‌های دیوان اشعار توجه داشت.

## حمایت از هنرمندان

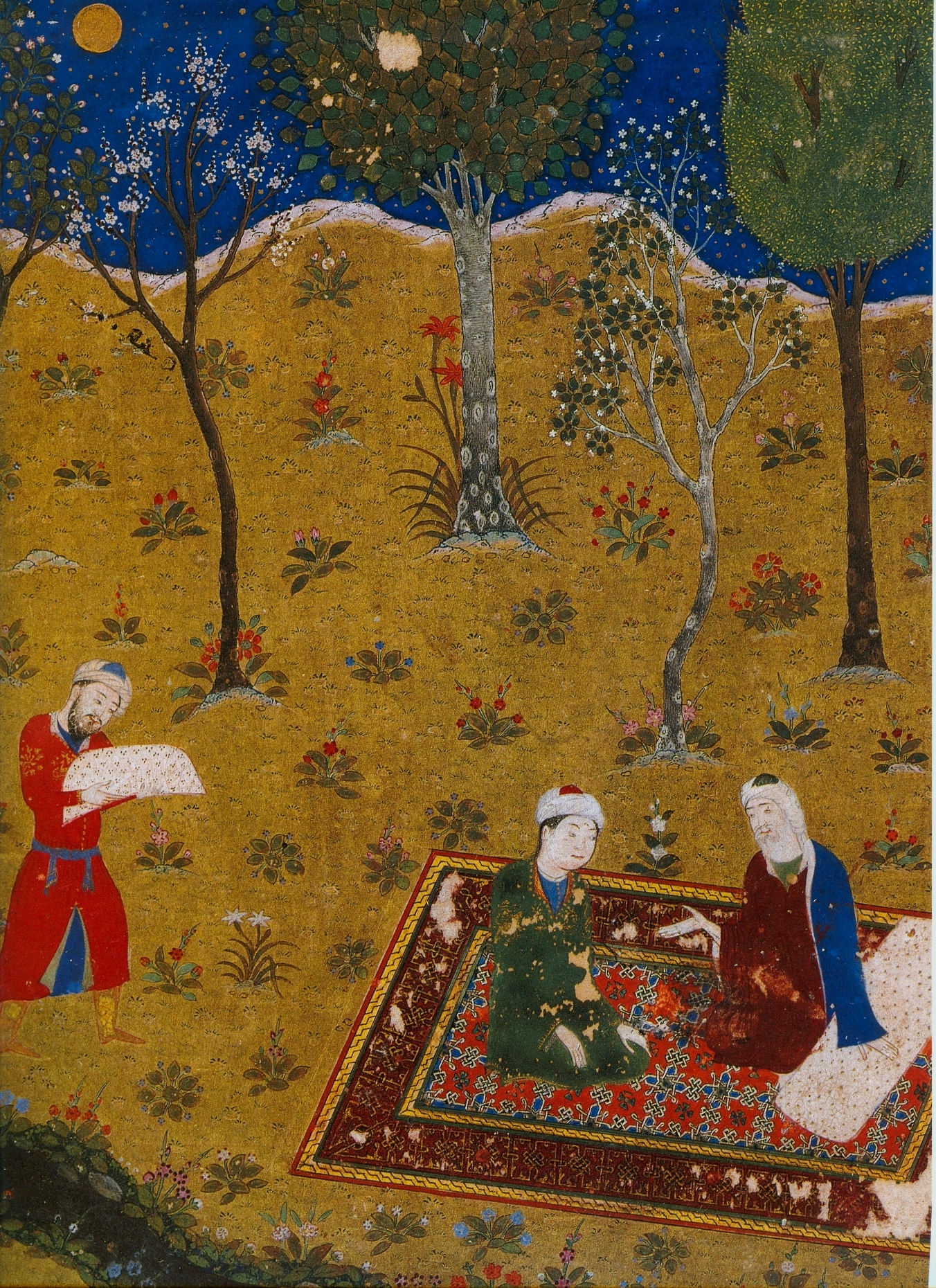
سعدی در محفل شبانه دوستان. مینیاتوری از گلستان سعدی که در ۱۴۲۷ میلادی در کارگاه هنری شاهزاده بایسنقر میرزا کشیده شده‌است. دوبلین. کتابخانه چستر بیتی

او را مؤسس و بانی زیباترین شکل کتاب‌آرایی در ایران می‌دانند. تحت حمایت او چهل نفر کاتب و خطاط به راهنمائی مولانا جعفر تبریزی معروف به جعفر بایسنقری که خود او نیز شاگرد عبدالله بن میر علی است به نسخه‌برداری و تکثیر کتاب‌های مختلف و تولید آثار هنری مشغول بودند. وی به وسیله پرداخت دستمزدهای گزاف و اعطای انعام فراوان و شاهانه، هنرمندترین استادان خوشنویسی و تذهیب را نزد خود نگاه می‌داشت و آنان برای وی ظریف‌ترین آثار هنری را در خط، تذهیب، جلدسازی و صحافی به وجود می‌آوردند. کتاب‌های کتابخانه وسیع این شاهزاده هم‌اکنون در تمام جهان پراکنده‌است و هرجا که هست در کمال حرمت و دقت نگاهداری می‌شود. کانون هنری بایسنقر در هرات به‌نام دارالصنایع کتاب سازی معروف بود و کتاب‌های پدیدآمده در دوره بایسنقری شامل نفیس‌ترین مینیاتورها و استادانه‌ترین خوشنویسی‌ها هستند که به زیبایی تمام صحافی و جلد آرایی گشته‌اند.

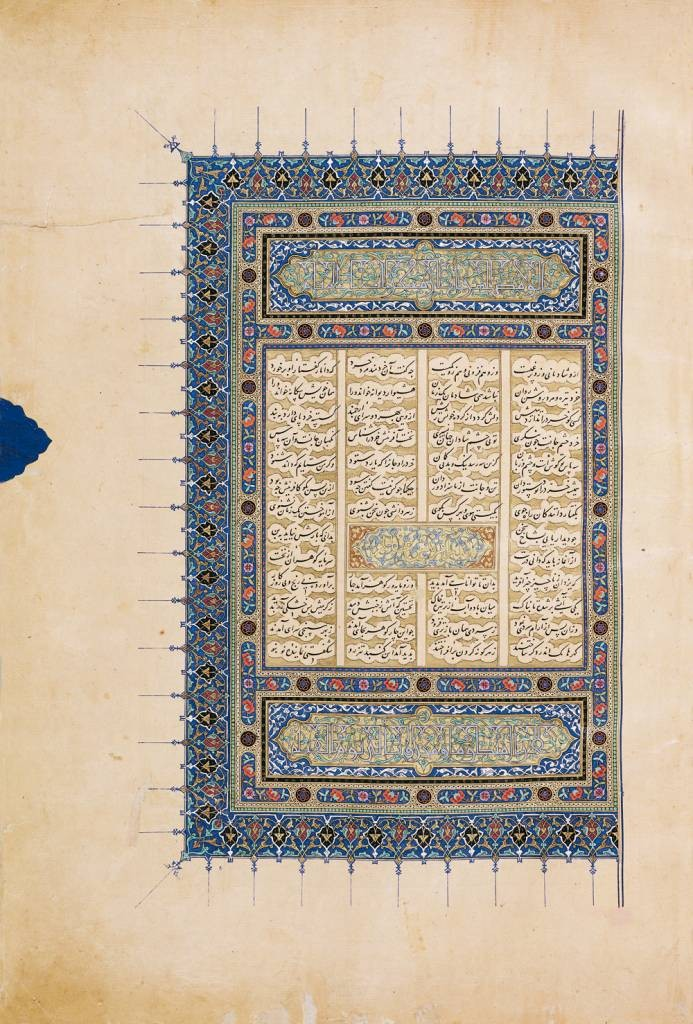
صفحه‌ای از شاهنامه بایسنقری. ۸۰۹ خورشیدی

### شاهنامه بایسنقری

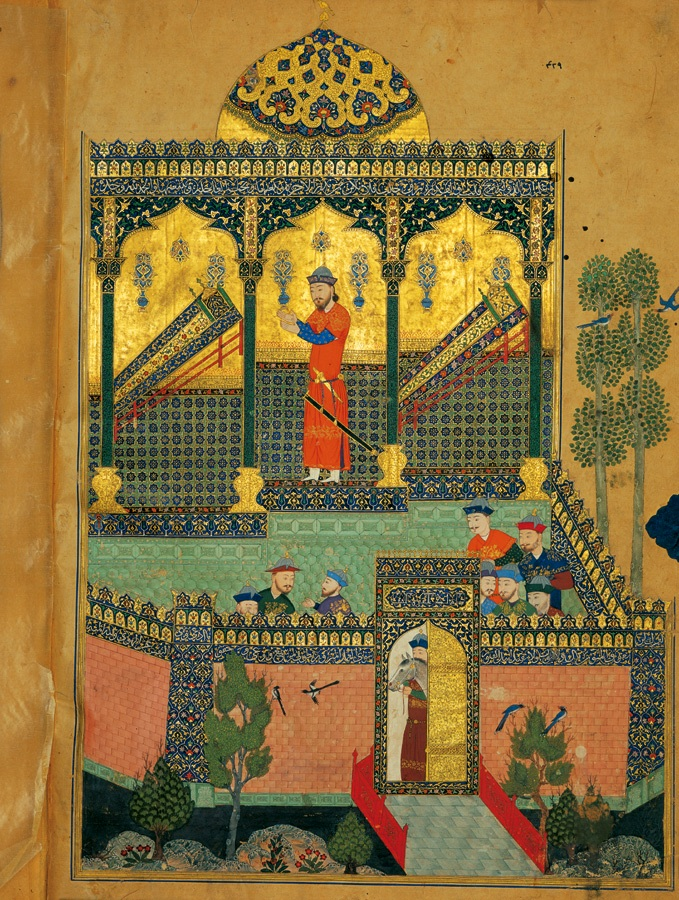
صحنه‌ای از شاهنامه ۱۴۳۰

ذوق شعر دوستی بایسنقر متوجه شاهنامه نیز شد. وی دستور داد نسخه‌ای از شاهنامه را برای او استنساخ کردند که به «شاهنامه بایسنقری» شهرت دارد. این کتاب که به سال ۸۲۹ ه‍.ق تحریر یافته‌است یکی از برجسته‌ترین نمونه‌های هنر ایرانی و بلکه هنر اسلامی است. مقدمه‌ای که به امر بایسنقر بر شاهنامه فردوسی نوشته شده‌است را برخی بسیار سودمند دانسته‌اند. هرچند ملک الشعرا بهار آن را «سرتاسر خلاف حقیقت و خلاف منطق و برضد تاریخ» می‌داند.

### مکتب هرات
بایسنقر به همراه پدرش شاهرخ از جمله مشوقان بزرگ سبک هنری یا مکتب هرات بود. او گرایش شدیدی به ماندن در هرات داشت و مورخان یکی از دلایل ماندگاری بایسنقر در هرات را، شکوفایی حیات فرهنگی در آن شهر می‌دانند که بایسنقر می‌توانست علایق سرشار هنری و فکری خود را در آن شهر به خوبی تعقیب کند.
پس از آنکه بایسنقر از نبردِ پیروزمندانه با ترکمانان در ۸۲۳ ه‍.ق بازگشت و مولانا جعفر تبریزی، بعدها ملقب به جعفر بایسنقری، استاد مسلّم خط نستعلیق و سایر استادان فن را از تبریز به همراه آورد، هرات تبدیل به مرکز هنر خوشنویسی شد. با این همه مرکز نگارگری به حمایت ابراهیم، برادر بایسنقر، چندگاهی شیراز و مدتی نیز اصفهان بود؛ اما عاقبت توفیق شاهرخ در تسخیر تمامی قدرت در هرات و توجه وی و بایسنقر به هنر، بسیاری از هنرمندان را از اقصی نقاط ایران به هرات کشاند و سبب شد که مراکز مهم پیشین اهمیت و اعتبار خود را از دست بدهد و در مرتبه‌ای نازل‌تر قرار گیرد.
هنرمندان نقاش و خوشنویس و صحاف که در کتابخانه بزرگ شاهی هرات به امر بایسنقر میرزا مشغول به کار بودند، آثار زیادی همچون کتاب‌های شاهنامه، لیلی و مجنون، بوستان و گلستان سعدی را مصور ساختند. مجموع این آثار سبک جدیدی را پدیدآورد که در تاریخ هنر ایران به «مکتب هرات» معروف است. در مکتب هرات تصاویر انسان‌ها به صورت ریز و کوچک ترسیم گشته و مینیاتورها با خطوط ساده و بی‌پیرایه اجرا شده‌اند.
سبک هراتی ویژگی خود را داشت. یکی از ویژگی‌های آن، وجود عناصر شرق دور بود که احتمالاً از مبادلهٔ سفیر میان ایران و چین ناشی می‌شد. مشهور است که هنرمندان هرات همراه هیئت‌های سیاسی به خانبالق (پکن) آمد و شد داشته‌اند؛ یکی از آنان، به‌نام غیاث الدین نقاش، که بایسنقر او را برگزیده بود، بعدها شرح سفر خود را نوشت که این شرح در تاریخ حافظ ابرو آمده‌است.
بازیل گری در بررسی ویژگی‌های سبک هراتی، اهمیت خاصی به تأثیر متقابل تصاویر بر یکدیگر می‌دهد که با اشارات معنی‌دار جان گرفته‌اند. او خاطرنشان می‌کند که این سَرزندگی و تحرک، کاملاً مغایر با خشکی و بی‌روحی چهره‌ها در نگارگری‌های مکتب جلایری است. همچنین، صحنه‌ها با قرارگرفتن افق در نزدیک لبهٔ بالایی، عمق بیشتری یافته‌اند. زمینه‌های فیروزه‌ای متمایل به آبی و سبز، رنگهای عمده در این نگارگری‌ها هستند.
پس از مرگ بایسنقر در ۸۳۷ ه‍.ق/۱۴۳۳م در هرات همچنان به‌صورت مرکزی برای هنر مصور کردن کتاب‌های نفیس برای مدت نسبتاً طولانی باقی ماند. طبق گزارش دوست محمد، در مقدمه آلبوم یا مرقعی که به فرمان ابوالفتح بهرام میرزا یکی از شاهزادگان صفوی در سال ۹۵۱ه‍.ق ۱۵۴۴م فراهم کرده بود، سنتی که بایسنقر میرزا و شاهرخ پدرش بنا گذاشته بودند، به سرپرستی و حمایت علاءالدوله پسر بایسنقر تا سال۸۵۱ه‍.ق/۱۴۴۷م به حالتی زنده باقی ماند.